# Список крейсеров Аргентины
Список крейсеров аргентинских военно-морских сил.

## Бронепалубные крейсера
Источник.
| Имя                   | Оригинал названия       | Бортовой номер | Изображение | Спущен на воду | Вошел в строй | Списан | Другие имена                                                        | Судьба               |
| --------------------- | ----------------------- | -------------- | ----------- | -------------- | ------------- | ------ | ------------------------------------------------------------------- | -------------------- |
| «Патагония»           | ARA Patagonia           | нет            |             | 1886           | 1886          | 1925   | нет                                                                 | Сдан на слом         |
| «Вейнтисинко де Майо» | ARA Veinticinco de Mayo | нет            |             | 1890           | 1891          | 1916   | Заказан как «Некочеа» (ARA Necochea), переименован до ввода в строй | Пущен на слом в 1927 |
| «Нуэве де Хулио»      | ARA Nueve de Julio      | нет            |             | 1892           | 1893          | 1930   | нет                                                                 | Пущен на слом        |
| «Буэнос-Айрес»        | ARA Buenos Aires        | нет            |             | 1895           | 1896          | 1932   | нет                                                                 | Продан на слом 1935  |
| «Патрия»              | ARA Patria              | нет            |             | 1893           | 1894          | 1927   | нет                                                                 |                      |

## Броненосные крейсера
Источник.
| Имя                                             | Оригинал названия                      | Бортовой номер                         | Изображение                            | Спущен на воду                         | Вошел в строй                                               | Списан                                                      | Другие имена                                                                | Судьба                                                                        |
| Броненосные крейсера типа «Гарибальди»          | Броненосные крейсера типа «Гарибальди» | Броненосные крейсера типа «Гарибальди» | Броненосные крейсера типа «Гарибальди» | Броненосные крейсера типа «Гарибальди» | Броненосные крейсера типа «Гарибальди»                      | Броненосные крейсера типа «Гарибальди»                      | Броненосные крейсера типа «Гарибальди»                                      | Броненосные крейсера типа «Гарибальди»                                        |
| ----------------------------------------------- | -------------------------------------- | -------------------------------------- | -------------------------------------- | -------------------------------------- | ----------------------------------------------------------- | ----------------------------------------------------------- | --------------------------------------------------------------------------- | ----------------------------------------------------------------------------- |
| «Гарибальди»                                    | ARA Garibaldi                          | нет                                    |                                        | 1895                                   | 1896                                                        | 1934                                                        |                                                                             | Продан на слом 1937                                                           |
| «Сан-Мартин»                                    | ARA San Martín                         | нет                                    |                                        | 1895                                   | 1898                                                        | 1935                                                        |                                                                             | Пущен на слом 1947                                                            |
| «Бельграно»                                     | ARA General Belgrano                   | none                                   |                                        | 1897                                   | 1898                                                        | 1933                                                        |                                                                             | Переделан в базу подводных лодок в 1933, списан в 1947, продан на слом в 1953 |
| «Пуэйрредон»                                    | ARA Pueyrredón                         | none                                   |                                        | 1897                                   | 1898                                                        | 1954                                                        |                                                                             | Продан на слом в 1957                                                         |
| Броненосные крейсера типа «Ривадавия» («Митре») |                                        |                                        |                                        |                                        |                                                             |                                                             |                                                                             |                                                                               |
| «Ривадавия»                                     | ARA Rivadavia                          | нет                                    |                                        | 1902                                   | Продан до ввода в строй Японии. (служба 1903−1942 в Японии) | Продан до ввода в строй Японии. (служба 1903−1942 в Японии) | Заказан как «Митре» (Mitre), затем переименован. Японское название «Касуга» | Потоплен в 1945, поднят и продан на слом в 1948                               |
| «Морено»                                        | ARA Mariano Moreno                     | нет                                    |                                        | 1903                                   | Продан до ввода в строй Японии. (служба 1903−1935 в Японии) | Продан до ввода в строй Японии. (служба 1903−1935 в Японии) | Заказан как «Рока» (Roca), затем переименован. Японское название «Ниссин»   | Потоплен как мишень в 1936, поднят, затем снова потоплен как мишень в 1942    |

## Лёгкие крейсера
| Имя                            | Оригинал названия    | Бортовой номер | Изображение | Спущен на воду | Вошел в строй | Списан | Другие имена                                                                         | Судьба                                                                  |
| ------------------------------ | -------------------- | -------------- | ----------- | -------------- | ------------- | ------ | ------------------------------------------------------------------------------------ | ----------------------------------------------------------------------- |
| «Ла Архентина»                 | ARA La Argentina     | C-3            |             | 1937           | 1939          | 1972   | нет                                                                                  | Пущен на слом в 1974                                                    |
| Лёгкие крейсера типа «Бруклин» |                      |                |             |                |               |        |                                                                                      |                                                                         |
| «Генерал Бельграно»            | ARA General Belgrano | C-4            |             | 1938           | 1951          | 1982†  | До 1956 года «17 де Октубре» (ARA Diecisiete de Octubre), бывший USS Phoenix (CL-46) | Потоплен в 1982 британской ПЛ HMS Conqueror во время Фолклендской войны |
| «Нуэве де Хулио»               | ARA Nueve de Julio   | C-5            |             | 1936           | 1951          | 1977   | Бывший USS Boise (CL-47)                                                             | Пущен на слом в 1983                                                    |

## Тяжёлые крейсера
| Имя                                      | Оригинал названия                        | Бортовой номер                           | Изображение                              | Спущен на воду                           | Вошел в строй                            | Списан                                   | Другие имена                             | Судьба                                   |
| Тяжёлые крейсера типа «Альмиранте Браун» | Тяжёлые крейсера типа «Альмиранте Браун» | Тяжёлые крейсера типа «Альмиранте Браун» | Тяжёлые крейсера типа «Альмиранте Браун» | Тяжёлые крейсера типа «Альмиранте Браун» | Тяжёлые крейсера типа «Альмиранте Браун» | Тяжёлые крейсера типа «Альмиранте Браун» | Тяжёлые крейсера типа «Альмиранте Браун» | Тяжёлые крейсера типа «Альмиранте Браун» |
| ---------------------------------------- | ---------------------------------------- | ---------------------------------------- | ---------------------------------------- | ---------------------------------------- | ---------------------------------------- | ---------------------------------------- | ---------------------------------------- | ---------------------------------------- |
| «Альмиранте Браун»                       | ARA Almirante Brown                      | C-1                                      |                                          | 1929                                     | 1931                                     | 1961                                     | нет                                      | Продан на слом в 1962                    |
| «Вейнтисинко де Майо»                    | ARA Veinticinco de Mayo                  | C-2                                      |                                          | 1929                                     | 1931                                     | 1961                                     | нет                                      | Пущен на слом в 1960                     |